# Висока (Унешич)
Висока (хорв. Visoka) — населений пункт у Хорватії, у Шибеницько-Книнській жупанії у складі громади Унешич.

## Населення
Населення за даними перепису 2011 року становило 52 осіб.
Динаміка чисельності населення поселення: